# Ghanius karachiensis
Ghanius karachiensis is een keversoort uit de familie lieveheersbeestjes (Coccinellidae). De wetenschappelijke naam van de soort is voor het eerst geldig gepubliceerd in 1973 door Ahmad.